# Méliès International Festivals Federation
Méliès International Festivals Federation (MIFF), abans European Fantastic Film Festivals Federation (EFFFF), fundada el 1987, és una xarxa de 22 festivals de pel·lícules de gènere de 16 països amb seu a Brussel·les, Bèlgica, i es dedica a promocionar i donar suport al cinema europeu, especialment pel·lícules dels gèneres fantasia, terror i ciència-ficció..
Ernest Mathijs i Jamie Sexton la descriuen com "la xarxa de culte basada en fans més gran del continent", d'abast comparable a Convenció Mundial de Ciència-Ficció, Convenció Internacional de Còmics de San Diego i Fangoria's Weekend of Horrors, encara que menys comercial.
El MIFF atorga anualment el Méliès d'Or al millor llargmetratge i curtmetratge fantàstic europeu, i el Premi de la Federació a la millor pel·lícula asiàtica.

## Història
El MIFF va ser fundat l'any 1987 per iniciativa de cinc festivals de cinema: el Fantafestival de Roma, el Fantasporto de Porto, el Festival Internacional de Cinema Fantàstic i de Ciència-Ficció de París, el Festival Internacional de Cinema Fantàstic de Brussel·les i el Festival de Cinema de Sitges.
El MIFF va crear els seus primers premis l'any 1995, el Méliès d'Argent (Méliès de Plata) i el Méliès d'Or (Méliès d'Or), batejats en honor a Georges Méliès, el gran pioner francès del cinema fantàstic i dels efectes especials. Els premis pretenien destacar la creativitat i la qualitat de les pel·lícules fantàstiques europees, estimular la producció i promocionar-les arreu del món.
La primera cerimònia del Méliès d'Or es va celebrar al Festival Internacional de Cinema Fantàstic de Brussel·les l'any 1996 i el premi va ser atorgat a Álex de la Iglesia per El día de la bestia. Variety ha anomenat els Melies d'Or "el millor aplaudiment d'Europa per a les pel·lícules de terror".

## Festivals membres
Membres afiliats
- Festival Internacional de Cinema Fantàstic de Brussel·les, Brussel·les, Bèlgica
- Festival de Cinema de Sitges, Sitges, Espanya
- Imagine Film Festival, Amsterdam, Països Baixos
- Festival Internacional de Cinema Fantàstic de Lund, Lund, Suècia
- MOTELx - Festival Internacional de Cinema de Terror de Lisboa, Lisboa, Portugal
- Festival Internacional de Cinema Fantàstic de Neuchâtel, Neuchâtel, Suïssa
- Festival de Cinema Fantàstic Europeu d'Estrasburg, Estrasburg, França
- Trieste Science+Fiction Festival, Trieste, Itàlia

Membres competitius
- Abertoir, Aberystwyth, Gal·les
- Court Metrange Festival, Rennes, França
- FanCine - Festival de Cine Fantástico, Màlaga, Espanya
- Fant – Festival de Cine Fantástico de Bilbao, Bilbao, Espanya
- Festival Internacional de Cinema Fantàstic Fantaspoa, Porto Alegre, Brasil
- Grimmfest, Manchester, Regne Unit
- Festival de cinema i vi fantàstic de Grossmann, Ljutomer, Eslovènia
- Festival de cinema fantàstic i de terror de Haapsalu, Haapsalu, Estònia
- HARD:LINE International Film Festival, Regensburg, Alemanya
- TerrorMolins, Molins de Rei, Espanya
- Razor Reel Flanders Film Festival, Bruges, Bèlgica
- Ramaskrik Film Festival, Oppdal, Noruega
- Ravenna Nightmare Film Fest, Ravenna, Itàlia
- San Sebastian Horror & Fantasy Film Festival, Sant Sebastià, Espanya
- Slash Film Festival, Viena, Àustria
- Splat!FilmFest, Carsòvia & Lublin, Polònia

Membres de suport
- FanTasia, Montreal, Quebec, Canadà
- Fantastic Fest, Austin, Texas
- Mórbido Fest, Puebla de Zaragoza, Mèxic
- Festival Internacional de Cinema Fantàstic de Bucheon, Bucheon, Corea del Sud
- Screamfest Horror Film Festival, Hollywood, Los Angeles, Califòrnia
- Offscreen Film Festival, Brussel·les
- Maskoon Fantastic Film Festival, Beirut

Antics membres
- Cinenygma, Ciutat de Luxemburg, Luxemburg
- Dead by Dawn, Edimburg, Escòcia
- Festival Internacional de Cinema d'Espoo Ciné, Espoo, Finlàndia
- Fantafestival, Roma, Itàlia
- Fantasporto, Porto, Portugal
- Horrorthon Film Festival, Dublín, Irlanda
- London FrightFest Film Festival, Londres, Anglaterra
- NatFilm Festival, Copenhaguen, Dinamarca
- Festival Internacional de Cinema Fantastic de Riga, Riga, Letònia
- Utopiales, Nantes, França